# Carl Boyer
Carl Benjamin Boyer (Hellertown, 3 de novembro de 1906 — Nova Iorque, 26 de abril de 1976) foi um matemático e historiador da matemática norte americano. É autor da obra máxima História da Matemática, editada na década de 1960.
História da Matemática é uma obra didática que reune os principais pensadores, pensamentos e desenvolvimentos da matemática, e também no que tange à sua relação com outras ciências correlatas, principalmente a física e as engenharias.